# Promptuarii Iconum Insigniorum
Promptuarii Iconum Insigniorum (Título completo: Promptuarii iconum insigniorum à seculo hominum, subiectis eorum vitis, per compendium ex probatissimis autoribus desumptis) es un libro iconografíco de Guillaume Rouillé. Este fue publicado en Lyon, Francia, en 1553. El trabajo incluye retratos diseñados como medallas, y biografías breves de muchos figuras notables. Julian Sharman, autor de "The library of Mary Queen of Scots", dijo que el trabajo "no es una de mucho interés numismatico". Además dijo: "Este trabajo ha sido pronunciado para ser uno de las maravillas del grabado en madera temprano." El libro incluye un total de 950 retratos. Muchos de las figuras retratadas son de origen inglés. Las imágenes empiezan con Adan y Eva. En el prefacio, el editor alaba su trabajo.

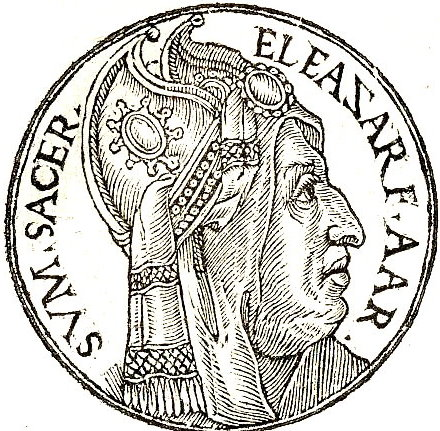
Una imagen del Promptuarii Iconum Insigniorum. Esta representa a Eleazar